# Xiong Xianghui
Xiong Xianghui (熊向晖, 12 avril 1919 - 9 septembre 2005) est un espion qui joua un grand rôle dans la victoire du Parti communiste chinois sur le Kuomintang durant la guerre civile chinoise. Son importance est peu connue en dehors de la Chine et ses actions ne sont révélées au public qu'en 1991. Il devint diplomate après la guerre et participa grandement au dégel des relations sino-américaines.

## Les années de guerre
Ayant secrètement rejoint le Parti communiste à 17 ans en décembre 1936 alors qu'il est étudiant à l'université Tsinghua, il recevait ses ordres directement de Zhou Enlai qui recherchait quelqu'un pour infiltrer l'entourage de Hu Zongnan, l'un des commandants principaux de Tchang Kaï-chek. Pour attirer l'attention du général, Xiong se rendit à un rassemblement de jeunes volontaires et resta assis lorsque son nom fut appelé, en répondant calmement « Je suis ici ! ». Intrigué, Hu lui demanda pourquoi il voulait rejoindre l'armée, ce à quoi Xiong répondit : « Pour faire la révolution ! ». Hu le convoqua pour un entretien personnel, et Xiong intégra son équipe personnelle un an plus tard. Xiong excellait dans son travail et était, depuis mars 1939, l'un des plus proches subordonnés de Hu et devint même son secrétaire jusqu'en mai 1947 lorsqu'il fut envoyé aux États-Unis par Hu pour étudier. Communiquant tous les plans de Hu aux communistes, celui-ci ne réussit jamais à vaincre ses ennemis.
Bien que Xiong ne pouvait pas révéler sa véritable affiliation à sa famille, il avoua être membre du Parti communiste à sa future femme, Chen Xiaohua, lorsqu'ils se retrouvèrent seuls pour la seconde fois, mais la jeune fille de 21 ans accepta de courir le risque.
Son plus grand exploit a lieu en 1947, à l'apogée de la guerre civile, lorsqu'il est envoyé aux États-Unis. Se préparant à monter à bord d'un navire à Shanghai, il est intercepté par la police secrète de Tchang Kaï-chek et escorté jusqu'à Hu Zongnan. Craignant d'avoir été découvert, Xiong avait dit à sa femme de se préparer au pire. Mais Hu l'accueillit finalement avec un grand sourire et un dossier de papier en demandant à Xiong de lire ces plans d'attaque de Yan'an, la capitale communiste, dans une pièce verrouillée et d'aider aux préparations. Jour après jour, Xiong informa petit à petit les communistes de l'attaque prévue et donna le temps nécessaire à Mao Zedong de se réfugier dans les collines pour éviter une bataille rangée. Mao affirma que l'information de Xiong était « aussi précieuse que plusieurs divisions ». Hu Zongnan attaqua ainsi une ville déserte et passa des mois à poursuivre vainement les communistes. C'est l'un des tournants de la guerre : deux ans plus tard, l'armée populaire de libération entrait dans Pékin.

## Carrière de diplomate
De retour en Chine en 1949, Xiong intégra le nouveau service diplomatique de la république populaire de Chine. Il devint très vite l'un des subordonnés les plus fiables de Zhou Enlai et participa à la conférence de Genève sur l'Indochine en 1954 durant laquelle le Royaume-Uni et la Chine acceptèrent d'échanger des chargés d'affaires. Xiong fut ainsi envoyé à Londres en 1962 où il essaya sans succès d'obtenir un permis pour reconstruire l'ambassade de Chine à Portland Place.
Au début de la révolution culturelle de 1966, le ministre des Affaires étrangères, Chen Yi, fut accusé de « révisionnisme » par les gardes rouges. Xiong ajouta son nom à une pétition, signée par 71 diplomates chinois, pour défendre le ministre, et Xiong fut rapidement visé lui aussi. Mais Mao n'avait pas oublié ses exploits et autorisa Zhou Enlai à intercéder en sa faveur. En 1969, alors que la plupart de ses collèges ont été exilés à la campagne, Xiong resta posté à Pékin.
À la demande de Mao, il participa à des discussions secrètes entre les quatre plus importants généraux de Chine pour examiner la situation internationale tendue dans laquelle la Chine était menacée à la fois par l'Union soviétique et les États-Unis. Dans les documents qu'il rédigea, il recommande de « jouer la carte américaine » pour contrer la menace soviétique, et suggère d'ouvrir le dialogue avec les Américains. Cela est un tournant subtil de la position chinoise et Richard Nixon visite le pays en 1972. Durant les discussions, Xiong est l'assistant de Zhou.
Xiong participe en 1971 à la première délégation chinoise communiste aux Nations unies lorsque la république populaire de Chine prend la place de la république de Chine au conseil de sécurité. Xiong conclut sa carrière diplomatique en devenant le premier ambassadeur chinois au Mexique en août 1972 et promit le soutien de la Chine au traité de Tlatelolco pour une Amérique latine dénucléarisée.